# Christel Pascal
Christel Pascal (ur. 6 października 1973 w Gap) – francuska narciarka alpejska, dwukrotna medalistka mistrzostw świata.

## Kariera
Po raz pierwszy na arenie międzynarodowej pojawiła się w 1992 roku, startując na mistrzostwach świata juniorów w Mariborze, gdzie zdobyła srebrny medal w slalomie. Był to jej jedyny start na imprezie tego cyklu.
W zawodach Pucharu Świata zadebiutowała 18 grudnia 1994 roku w Sestriere, gdzie nie zakwalifikowała się do drugiego przejazdu slalomu. Pierwsze pucharowe punkty wywalczyła 30 grudnia 1994 roku w Meribel, zajmując trzynaste miejsce w tej samej konkurencji. Na podium zawodów PŚ po raz pierwszy stanęła 20 listopada 1999 roku w Copper Mountain, gdzie wygrała slalom. W zawodach tych wyprzedziła Špelę Pretnar ze Słowenii i Norweżkę Trine Bakke. Łącznie dziewięć razy stawała na podium, za każdy razem w slalomie; ostatni raz uplasowała się w czołowej trójce 29 grudnia 2002 roku w Semmering, gdzie była druga. Najlepsze wyniki osiągnęła w sezonie 1999/2000, kiedy to w klasyfikacji generalnej zajęła dwunaste miejsce, a w klasyfikacji slalomu była druga. Była też czwarta w klasyfikacji slalomu w sezonu 2002/2003.
Na mistrzostwach świata w St. Anton w 2001 roku wywalczyła srebrny medal w slalomie. W zawodach tych rozdzieliła Szwedkę Anję Pärson i Heddę Berntsen z Norwegii. Na rozgrywanych cztery lata później mistrzostwach świata w Bormio wspólnie z koleżankami i kolegami z reprezentacji zdobyła brązowy medal w zawodach drużynowych. Ponadto w 2002 roku wzięła udział w igrzyskach olimpijskich w Salt Lake City, gdzie nie ukończyła slalomu, a w gigancie zajęła 25. miejsce. W 2006 roku zakończyła karierę.

## Osiągnięcia

### Igrzyska olimpijskie
| Miejsce | Dzień     | Rok  | Miejscowość    | Konkurencja | Czas biegu | Strata | Zwyciężczyni    |
| ------- | --------- | ---- | -------------- | ----------- | ---------- | ------ | --------------- |
| DFN1    | 20 lutego | 2002 | Salt Lake City | Slalom      | 1:46,10    | -      | Janica Kostelić |
| 25.     | 22 lutego | 2002 | Salt Lake City | Gigant      | 2:30,01    | +6,39  | Janica Kostelić |

### Mistrzostwa świata
| Miejsce | Dzień     | Rok  | Miejscowość       | Konkurencja | Czas biegu | Strata  | Zwyciężczyni       |
| ------- | --------- | ---- | ----------------- | ----------- | ---------- | ------- | ------------------ |
| 18.     | 5 lutego  | 1997 | Sestriere         | Slalom      | 1:43,88    | +5,51   | Deborah Compagnoni |
| 18.     | 13 lutego | 1999 | Vail/Beaver Creek | Slalom      | 1:33,97    | +2,70   | Zali Steggall      |
| 2.      | 7 lutego  | 2001 | St. Anton         | Slalom      | 1:32,95    | +0,61   | Anja Pärson        |
| 7.      | 9 lutego  | 2001 | St. Anton         | Gigant      | 2:19,01    | +2,78   | Sonja Nef          |
| 12.     | 15 lutego | 2003 | Sankt Moritz      | Slalom      | 1:39,55    | +2,14   | Janica Kostelić    |
| 12.     | 11 lutego | 2005 | Bormio            | Slalom      | 1:47,98    | +2,93   | Janica Kostelić    |
| 3.      | 13 lutego | 2005 | Bormio            | Drużynowo   | 26 pkt     | +12 pkt | Niemcy             |

### Mistrzostwa świata juniorów
| Miejsce | Dzień     | Rok  | Miejscowość | Konkurencja | Czas biegu | Strata | Zwyciężczyni |
| ------- | --------- | ---- | ----------- | ----------- | ---------- | ------ | ------------ |
| 2.      | 29 lutego | 1992 | Maribor     | Slalom      | 1:17,03    | +0,72  | Urška Hrovat |

### Puchar Świata

#### Miejsca w klasyfikacji generalnej
- sezon 1994/1995: 93.
- sezon 1995/1996: 101.
- sezon 1996/1997: 66.
- sezon 1997/1998: 59.
- sezon 1998/1999: 61.
- sezon 1999/2000: 12.
- sezon 2000/2001: 14.
- sezon 2001/2002: 24.
- sezon 2002/2003: 17.
- sezon 2003/2004: 56.
- sezon 2004/2005: 48.
- sezon 2005/2006: 110.

#### Miejsca na podium w zawodach
1. Copper Mountain – 22 listopada 1999 (slalom) – 1. miejsce
2. Sestriere – 12 grudnia 1999 (slalom) – 3. miejsce
3. Berchtesgaden – 9 stycznia 2000 (slalom) – 2. miejsce
4. Santa Caterina – 12 lutego 2000 (slalom) – 2. miejsce
5. Sestriere – 10 marca 2000 (slalom) – 2. miejsce
6. Park City – 18 listopada 2000 (slalom) – 3. miejsce
7. Garmisch-Partenkirchen – 18 lutego 2001 (slalom) – 2. miejsce
8. Park City – 23 listopada 2002 (slalom) – 2. miejsce
9. Semmering – 29 grudnia 2002 (slalom) – 2. miejsce